# CAPS United FC
CAPS United FC (celým názvem Central African Pharmaceutical Society United Football Club) je zimbabwský fotbalový klub z města Harare. Byl založen roku 1973. Klubové barvy jsou zelená a bílá.

Jeho rivalem je tým Dynamos FC.

## Úspěchy
- 4× vítěz Zimbabwe Premier Soccer League: 1979, 1996, 2004, 2005[1]
- 9× vítěz zimbabwského poháru: 1980, 1981, 1982, 1983, 1992, 1997, 1998, 2004, 2008[2]